# Александр Пушкин (алмаз)
Алекса́ндр Пу́шкин — уникальный алмаз ювелирного качества в 320,65 карат, найденный в кимберлитовой трубке «Удачная» в 1989 году. Хранится в Алмазном фонде Московского Кремля. Второй по величине ювелирный алмаз, найденный в России.

## Название
Наименование алмазу присвоено в честь 190-летнего юбилея великого русского поэта и писателя — Пушкина Александра Сергеевича (1799—1837). Вначале алмазу хотели дать имя «Нерушимый Советский Союз», но после того как установили, что он представляет собой обломок более крупного камня и имеет незначительную трещину, было принято решение назвать его по-другому.

## Описание
Алмаз добыт на руднике кимберлитовой трубки «Удачная» Удачнинского ГОКа «Якуталмаза» и извлечён из руды на обогатительной фабрике № 12 22 декабря 1989 г.
Размеры алмаза 45,0×33,0×30,0 мм. Морфологически кристалл представлен техногенным обломком более крупного двойникового сростка алмаза.
Алмаз имеет лимонно-жёлтый нацвет.